# پیروینیوم پاموات

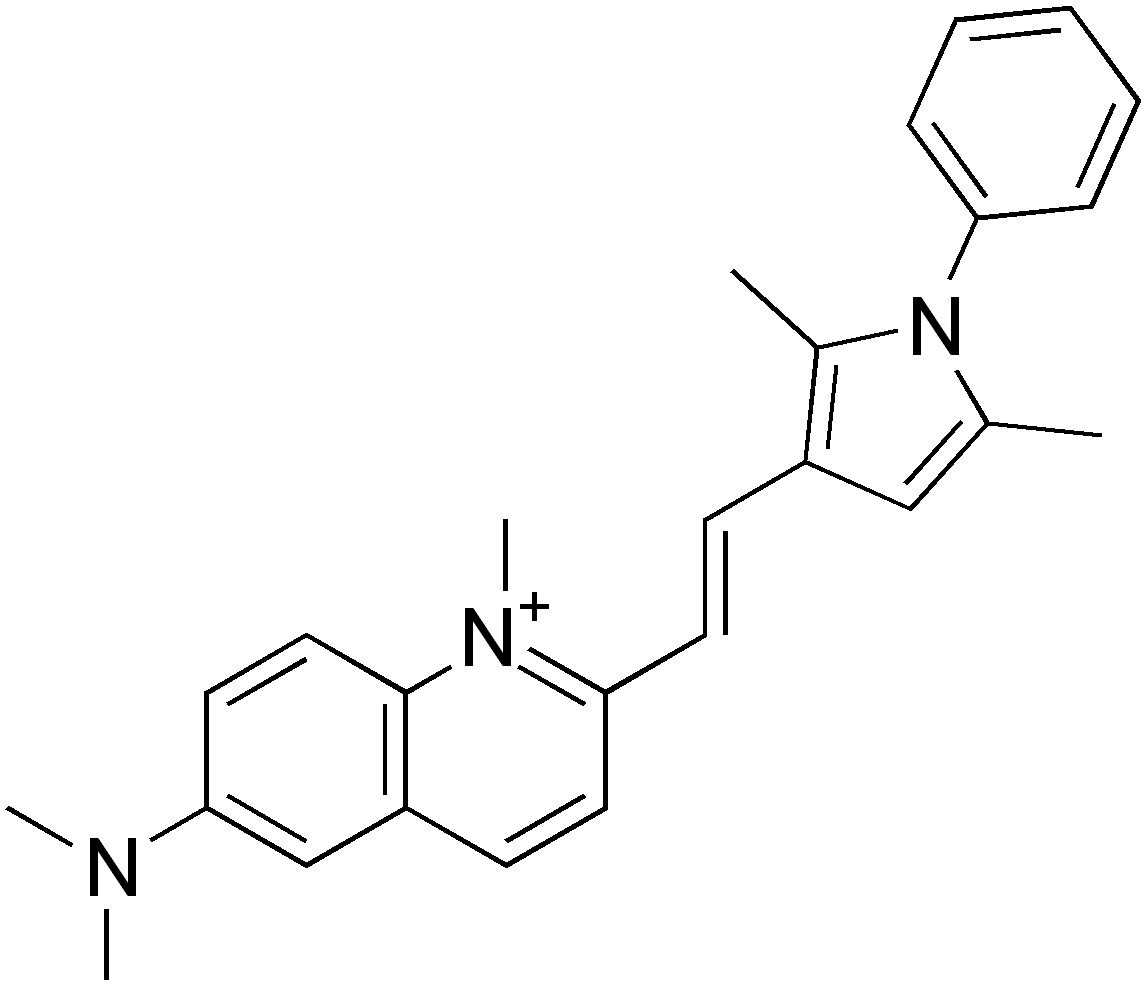
ساختار شیمیایی پیروینیوم پاموات

پیروینیوم پاموآت (به انگلیسی: Pyrvinium Pamoate)
رده درمانی: ضد انگل
اشکال دارویی: شربت

## موارد مصرف
پیروینیوم پاموات برای درمان کرم‌های لوله‌ای بخصوص کرمک (اکسیور) پوست سر مصرف می‌شود.

## مکانیسم اثر
پیروینیوم پاموات باعث مهار برداشت اکسیژن و مصرف کربوهیدرات‌های اگزوژن در انگلهای هوازی می‌شود

## عوارض جانبی
عوارض این دارو که‌به‌ندرت گزارش شده‌اند عبارتند از حساسیت مفرط به پیروینیوم، اختلالات‌گوارشی (شامل اسهال، تهوع و استفراغ،کرامپ معدی)، حساسیت پوست بیمار به‌نور، تغییر رنگ مدفوع و استفراغ بیمار به‌قرمز روشن